# Les Cabannes (Ariège)
Les Cabannes è un comune francese di 359 abitanti situato nel dipartimento dell'Ariège nella regione dell'Occitania.

## Società

### Evoluzione demografica
Abitanti censiti